# M22 Locust
El M22 Locust es un tanque ligero aerotransportable utilizado durante la Segunda Guerra Mundial por los Estados Unidos.

## Historia
Las especificaciones originales para un tanque ligero transportable por aire se publicaron en mayo de 1941, con un peso operativo máximo de ocho toneladas como principal recomendación. Tres empresas fueron convocadas a presentar ofertas: Christie, GMC y Marmon-Herrington. El proyecto de esta última empresa fue seleccionado y designado T9. Después de que los primeros vehículos fueron entregados a finales de 1941, resultó que el tanque era demasiado pesado. Hubo que hacer una serie de cambios, como desmontar la torreta y retirar los sistemas de estabilización y potencia transversal del cañón. El vehículo resultante pasó a llamarse T9E1.
Este último podía ser transportado fácilmente por el Douglas C-54 Skymaster, con la torreta en el fuselaje y el casco colgado bajo las alas del avión. Los británicos tenían el planeador Hamilcar lo suficientemente grande como para transportar el M22 listo para la batalla. De los 1900 M22 pedidos, sólo 830 fueron entregados antes de la cancelación del contrato.
La 6ª División Aerotransportada británica utilizó el M22 en marzo de 1945 cuando cruzó el Rin durante la Operación Varsity. Después de la guerra, varios Locust fueron cedidos a Egipto, que los utilizó hasta 1956 y en particular durante la guerra árabe-israelí de 1948. Algunos tanques fueron capturados por la Fuerza de Defensa de Israel, 3 de los cuales fueron utilizados por los israelíes y retirados del servicio en 1952.

## Diseño
La tripulación de tres hombres estaba formada por un comandante, un artillero en la torreta y un conductor en el casco. El blindaje del vehículo era débil, con un máximo de aproximadamente 25 mm en el glacis y el mantelete de la torreta. El armamento principal consistía en un cañón M6 37 mm y una ametralladora coaxial de 7,62 mm. La elevación de estas armas puede variar de -10° a +30°. Las tripulaciones por lo general portaban armas ligeras como carabinas M1 o subfusiles M3.
El motor estaba situado en la parte trasera del tanque, era un Lycoming 0-435-T de 6 cilindros, acoplado a una transmisión de 4 velocidades con un diferencial ubicado en la parte delantera del tanque.
El vehículo estaba equipado con cuatro ganchos para colgar de un avión, que se colocaban a ambos lados del casco, detrás de los bogies de suspensión.